# Flow the Best 〜Single Collection〜
Flow the Best 〜Single Collection〜 è il primo greatest hits del gruppo musicale giapponese j-pop Flow, pubblicato il 20 dicembre 2006 dalla Ki/oon Records. Il disco ha raggiunto la quarta posizione degli album più venduti in Giappone.

## Tracce
1. COLORS
2. Around the world
3. Re:member
4. Garden ~Summer Edit~
5. DAYS
6. Rookie
7. Life is beautiful
8. GO!!!
9. Ryuusei (流星)
10. Dream Express (ドリームエクスプレス)
11. Blaster (ブラスター)
12. Melos (メロス)
13. Okuru Kotoba (贈る言葉)
14. Melody -Bonus Track-